# Ferdinand Mayerhofer von Grünbühel

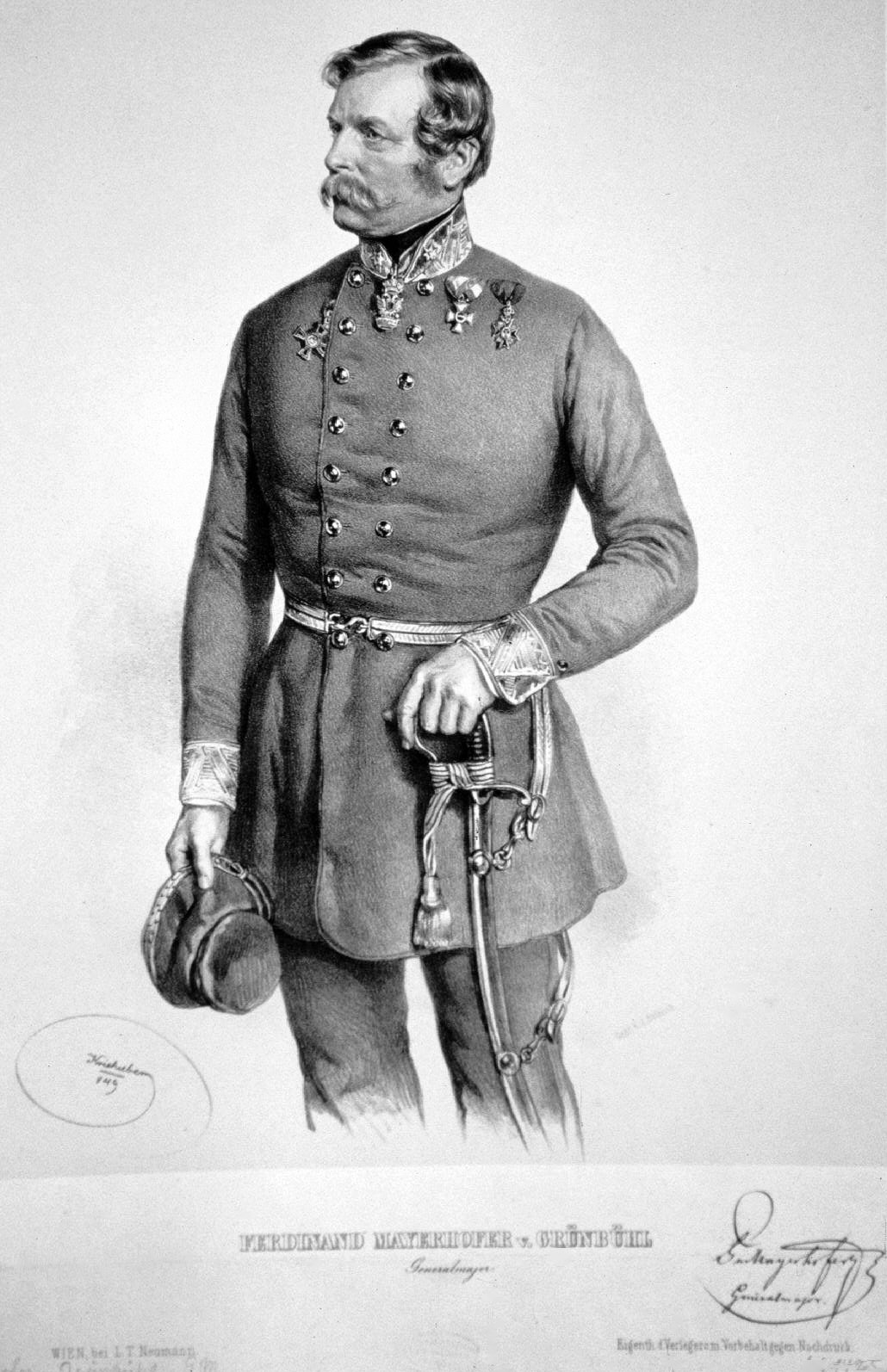
Ferdinand von Mayerhofer als Generalmajor

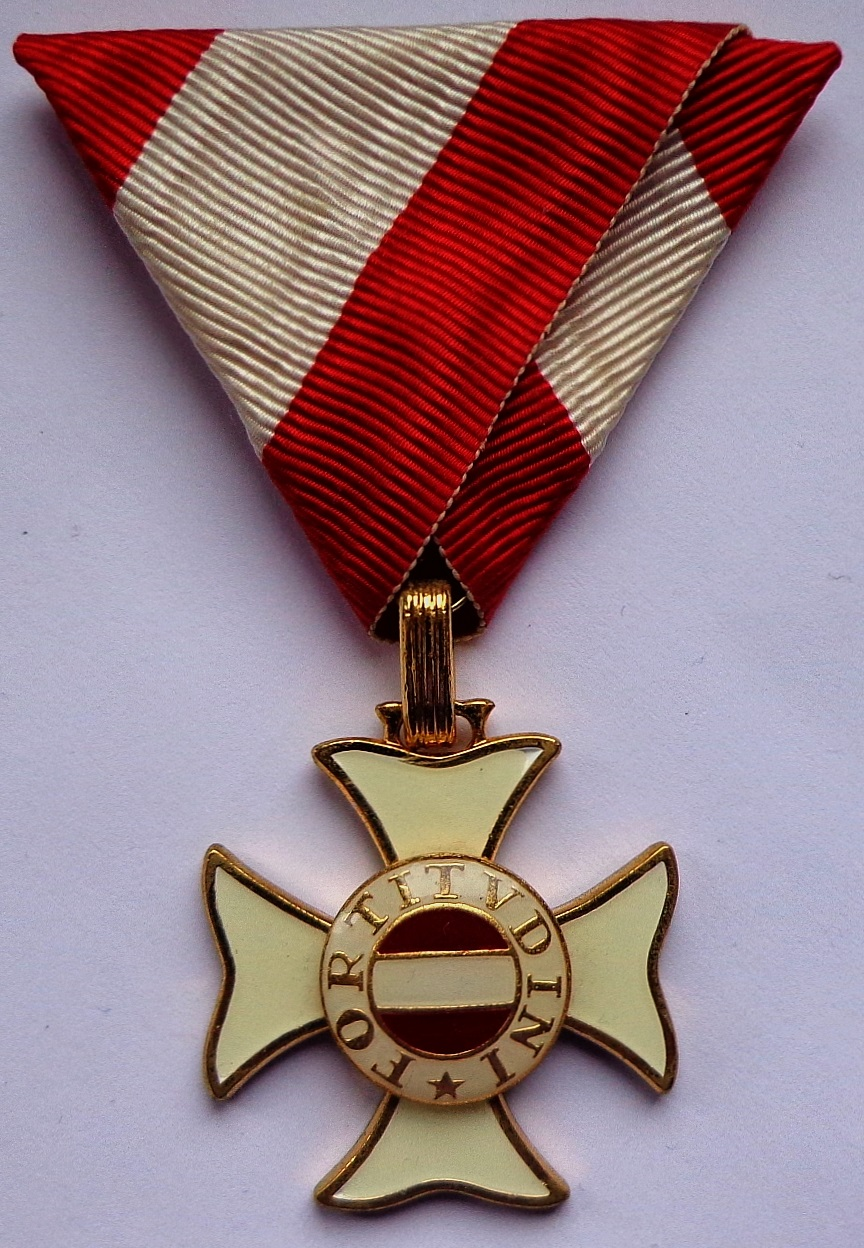
Ritterkreuz des Militär-Maria-Theresien-Ordens

Ferdinand Franz Xaver Johann Freiherr Mayerhofer von Grünbühel, manchmal auch Mayerhoffer, (* 16. Mai 1798 in Wien; † 26. März 1869 in Klagenfurt) war ein österreichischer Offizier, zuletzt Feldmarschallleutnant, Theresienritter, Lehrer, Diplomat und Freund Franz Schuberts.

## Leben

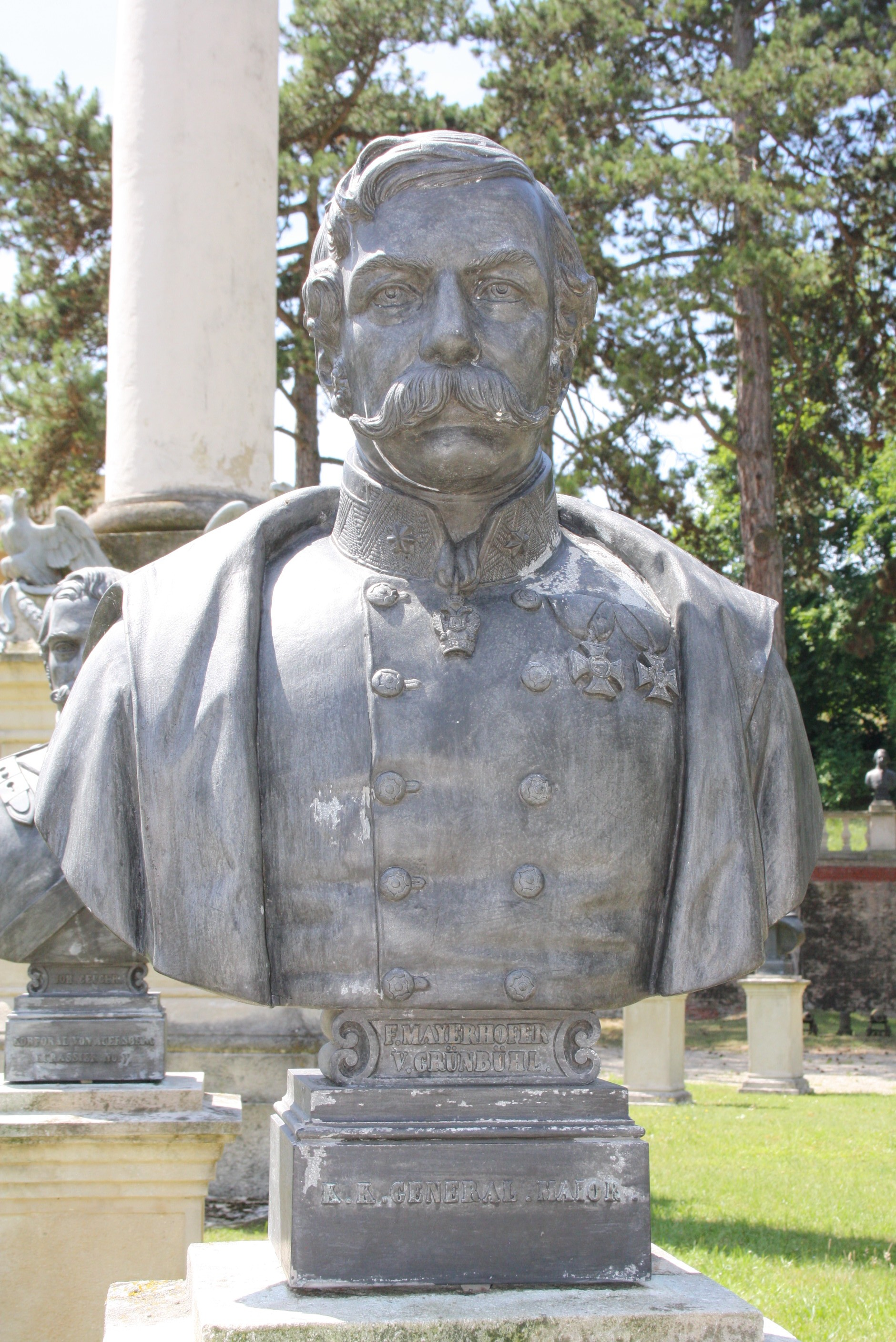
Ferdinand Freiherr von Mayerhofer – Büste in der Gedenkstätte Heldenberg

Mayerhofer trat mit dem 16. Dezember 1815 als Marinekadett in die k. k. Kriegsmarine ein, rückte daselbst im April 1821 zum Linienschiffsfähnrich vor und erhielt 1823 das Ritterkreuz des portugiesischen Christus-Ordens. Er wurde sodann im Dezember 1824 als Oberleutnant zum Infanterieregiment Graf von Hohenegg Nr. 20 transferiert. als solcher war Mayerhofer im Jahre 1825 als Professor der Mathematik in die Theresianische Militärakademie zu Wiener Neustadt abkommandiert und in den Jahren 1828 und 1829 als Geometer und Triangulator bei der Aufnahme in Illyrien, dann im Jahre 1830 im Generalquartiermeisterstab verwendet. Im April 1831 avancierte er zum Kapitänleutnant und sieben Monate später zum wirklichen Hauptmann. Im Regiment bekleidete er von 1836 bis 1840 die Stelle eines Platzkommandanten.
Am 6. März 1841 zum Major ernannt, fungierte ab dem 9. März 1844 als Konsul in Belgrad, wo er am 1. Dezember des Jahres zum Oberstleutnant bei gleichzeitiger Zuteilung zum Infanterieregiment Freiherr von Mihaievits (sodann Freiherr von Haynau) Nr. 57 ernannt wurde.
Der Offizier rückte am 20. August 1848 zum Oberst vor und wurde, gleichzeitig weiterhin Konsul in Belgrad, mit der Vorbereitungen zur Ausführung der Kriegsoperationen im Banat betraut. Von Juni bis Oktober des Jahres stellte Mayerhofer zum Schutze des Banates gegen die überhandnehmende ungarische Insurrektion, ohne in seiner Stellung als k. k. Konsul zu Belgrad irgendeinen Befehl hierzu erhalten zu haben, mit den geringen vorhandenen Mitteln aus den Truppen und der Bevölkerung der dortigen Grenzregimenter ein Armeekorps zusammen, dessen Kommando er übernahm. 
Nachdem der Feind ab 1. Jänner 1849 mit beträchtlichen Streitkräften und einer großen Anzahl Geschütz über Alibunar bis Nundorf vorgedrungen war, sah er die Hauptaufgabe dieses Korps vor allem darin, die Eroberung von Pančevo durch die Ungarn zu verhindern. Der Offizier traf seine Entscheidungen zur Verteidigung des Ortes mit großer Umsicht. Im entscheidenden Moment, als der Feind am 2. Jänner von drei Seiten gleichzeitig angriff und besonders von der Temesch her stark drängte, führte der Oberst aus dem Zentrum seiner Aufstellung das 5. Peterwardeiner Grenzbataillon persönlich gegen die linke Flanke der von starker Reiterei gedeckten Angriffskolonne und zwang sie in die Flucht. Die weitere Verfolgung nahmen die zuvor hinter der Verteidigungslinie verdeckt gebliebenen serbischen Einheiten und rieben den Feind auf.
Für die Wirksamkeit seines Handelns verlieh ihm Kaiser Franz Joseph I. am 24. Februar 1849 den Orden der Eisernen Krone mit der Kriegsdekoration und befördert ihn am 26. März 1849 zum Generalmajor. Als weitere Anerkennung für das Gelingen des Unternehmens bei Pančevo wurde der General am selben Tag mit dem Ritterkreuz des Militär-Maria-Theresia-Ordens ausgezeichnet.
Am 11. Juli 1849 wurde Mayerhofer mit der Leitung der Geschäfte des schreibenden Hauptquartiers der Südarmee beauftragt. Ab dem 29. August  fungierte er sodann als Militärdistriktkommandant und ab dem 18. November des Jahres als provisorischer Landeschef der Woiwodschaft Serbien und Temeser Banat in Temeswar, bis er 1851 zur Disponibilität gestellt wurde und am 16. November 1856 mit dem Titel eines Feldmarschalleutnants ad honores in den Ruherstand versetzt wurde.
Gemäß den Statuten der beiden erworbenen Orden wurde der General am 12. Januar 1850 vom Kaiser in den österreichischen Freiherrenstand erhoben. Er war seit dem 11. Februar 1832 mit Anna Hoenig (* 27. August 1804) verheiratet.
Der Freiherr war auch ein Freund und Gönner des Komponisten Franz Schubert. So übersetzte er für ihn mehrere Liedtexte ins Deutsche, darunter das Trinklied aus dem Englischen (original von William Shakespeare).

## Wappen

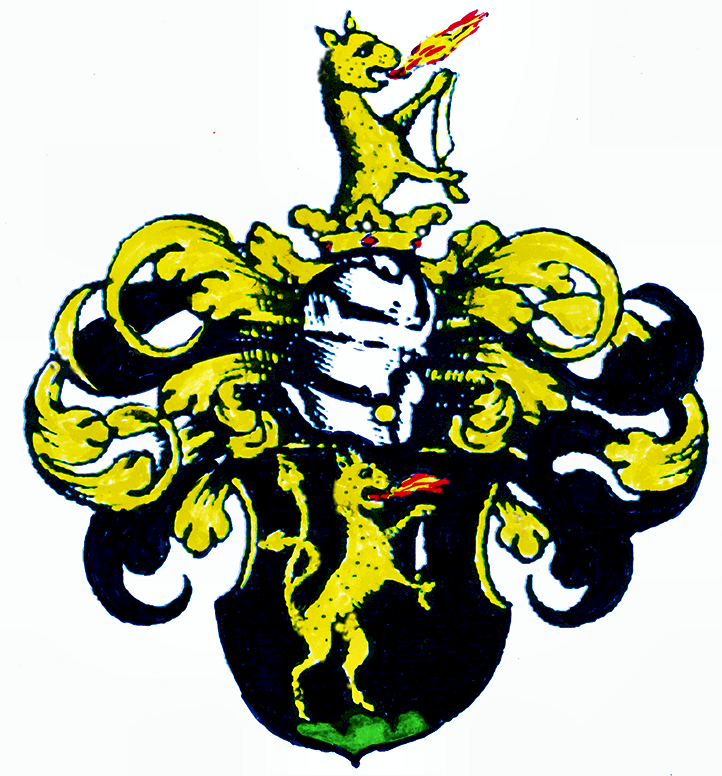
Stammwappen der Mayerhofer von Grünbühel 1636

1636: Der Schild zeigt in Schwarz auf grünem Dreiberg einen doppeltgeschwänzten, feuersprühenden, goldenen Panther, mit beiden Vorderpranken ein mit der Schneide nach außen gekehrtes langes Messer an Heft und Spitze haltend. Auf dem gekrönten Stechhelm mit schwarzgelben Decken der Panther wie im Schild, wachsend.
1696: Quadrierter Schild mit Herzschild. Letzterer in Rot auf grünem Dreiberg ein weißes spanisches Kreuz (Patriarchenkreuz). 1 und 4 in Schwarz ein goldener doppelschwänziger Panther, in der linken Pranke ein langes Messer mit goldenem Griffe, in der rechten einen rot-weiß-blauen türkischen Turban haltend. 2 und 3 in Rot ein breiter silberner Balken. Zwei gekrönte Bügelhelme: Auf I mit rot-silbernen Decken der Panther wie im Schilde; auf II mit schwarz-goldenen Decken, ein offener, wie 2 und 3 bezeichneter Flug.
1850: Wie 1696, nur die Felder im hinteren Teil des Schildes verwechselt. Drei gekrönte Bügelhelme: Auf I mit rot-silbernen Decken das Patriarchenkreuz auf grünem Dreiberg; II wie I von 1696; auf III mit rot-silbernen Decken ein geschlossener, vorne mit einem silbernen, hinten mit einem goldenen Balken belegter Flug. Schildhalter sind zwei geharnischte Männer, von denen der rechte auf hoher Lanze ein schwarz-golden, der linke ein rot-weiß-blaues geteiltes Panier trägt. Devise: „Treu und frei.“